# Johnny Herbert
John Paul Herbert (Brentwood, 25 juni 1964) is een Britse autocoureur, die van 1989 tot en met 2000 in de Formule 1 reed en drie zeges behaalde.

## Carrière
In 1985 trok Herbert door het winnen van het beroemde Formule Ford Festival op Brands Hatch de aandacht van Eddie Jordan, die toen teambaas was in de Britse Formule 3. Twee jaar later wonnen ze die competitie en Herbert stapte als een groot talent over naar de Europese Formule 3000. Hij had goede vooruitzichten op de titel, toen hij op het circuit van Brands Hatch bij een dramatisch ongeluk flink gewond raakte en beide benen brak. Op wonderbaarlijke wijze keerde hij een half jaar later al terug en stapte zelfs in de Formule 1 bij het team van Benetton, hoewel hij kreupel liep.
Zijn debuut in de F1 was spectaculair; hij behaalde een vierde plaats in de Grand Prix van Brazilië in 1989. De prestaties daarna werden echter minder en nadat hij zich niet had gekwalificeerd voor de Grand Prix van Canada, werd hij door het nieuwe management van Benetton op straat gezet. Herbert reed dat jaar verder in de Japanse Formule 3000; tussendoor werd hij nog als invaller gebruikt door Tyrrell.
Ook in 1990 had Herbert geen vaste plek in de Formule 1. Aan het eind van het seizoen kwam hij weer in actie bij Lotus, toen Martin Donnelly na een zware crash op Circuito Permanente de Jerez zijn Formule-1-carrière moest beëindigen. Van 1991 tot en met 1994 was Herbert vaste coureur bij Lotus en wist hij ondanks problemen bij het team af en toe punten te pakken. In 1991 won hij ook met Volker Weidler en Bertrand Gachot de 24 uur van Le Mans. Eind 1994 verruilde hij Lotus voor Ligier, waar hij na één wedstrijd alweer werd weggekaapt door Flavio Briatore om naast Michael Schumacher bij Benetton te komen rijden.
In 1994 haalde hij geen punten, maar 1995 werd Herberts beste jaar. Hij reed opnieuw naast Schumacher bij Benetton en won dat jaar twee keer, op Silverstone bij de Grand Prix van Groot-Brittannië en op Monza bij de Grand Prix van Italië. Herbert werd vierde in het wereldkampioenschap, Schumacher werd kampioen bij de coureurs en samen zorgden ze voor de eerste constructeurstitel voor Benetton.
Benetton zette hem daarna opnieuw op straat en Herbert vond onderdak bij Sauber. Bij het middenmoot-team haalde hij twee podiumplaatsen, alvorens hij in 1999 naar Stewart vertrok. Daar won hij tot veler verrassing de Grand Prix van Europa dat jaar. Toen Stewart werd overgenomen door Ford en die er Jaguar Racing van maakten, bleef Herbert het team trouw. Er volgde echter een teleurstellend seizoen, zonder punten, waarna Herbert de Formule 1 verliet.
Daarna was Herbert vooral actief in de SportCars en de Amerikaanse Le Mans Series. In 2005 keerde hij terug in de Formule 1 als adviseur voor Jordan.
Herbert was werkzaam als Formule 1-analist bij Sky Sports van 2012 tot en met 2022.

## Formule 1 resultaten
| Seizoen | Team                       | Chassis              | Races | Over- winningen | Pole Positions | Podiums | Punten | Rang |
| ------- | -------------------------- | -------------------- | ----- | --------------- | -------------- | ------- | ------ | ---- |
| 1989    | Benetton Tyrrell Racing    | B188 Tyrell 018      | 6     | 0               | 0              | 0       | 5      | 14   |
| 1990    | Team Lotus                 | Lotus 102            | 2     | 0               | 0              | 0       | 0      | -    |
| 1991    | Team Lotus                 | Lotus 102B           | 7     | 0               | 0              | 0       | 0      | -    |
| 1992    | Team Lotus                 | Lotus 107            | 16    | 0               | 0              | 0       | 2      | 15   |
| 1993    | Team Lotus                 | Lotus 107B           | 16    | 0               | 0              | 0       | 11     | 9    |
| 1994    | Team Lotus Ligier Benetton | Lotus 109 JS39B B194 | 16    | 0               | 0              | 0       | 0      | -    |
| 1995    | Benetton                   | B195                 | 17    | 2               | 0              | 4       | 45     | 4    |
| 1996    | Sauber                     | C15                  | 15    | 0               | 0              | 1       | 4      | 14   |
| 1997    | Sauber                     | C16                  | 17    | 0               | 0              | 1       | 15     | 10   |
| 1998    | Sauber                     | C17                  | 16    | 0               | 0              | 0       | 1      | 15   |
| 1999    | Stewart Grand Prix         | SF3                  | 15    | 1               | 0              | 1       | 15     | 8    |
| 2000    | Jaguar Racing              | R1                   | 17    | 0               | 0              | 0       | 0      | -    |

### Overwinningen
| Nr. | Grand Prix              | Jaar | Team               |
| --- | ----------------------- | ---- | ------------------ |
| 1   | Grand Prix van Engeland | 1995 | Benetton           |
| 2   | Grand Prix van Italië   | 1995 | Benetton           |
| 3   | Grand Prix van Europa   | 1999 | Stewart Grand Prix |

## Galerij

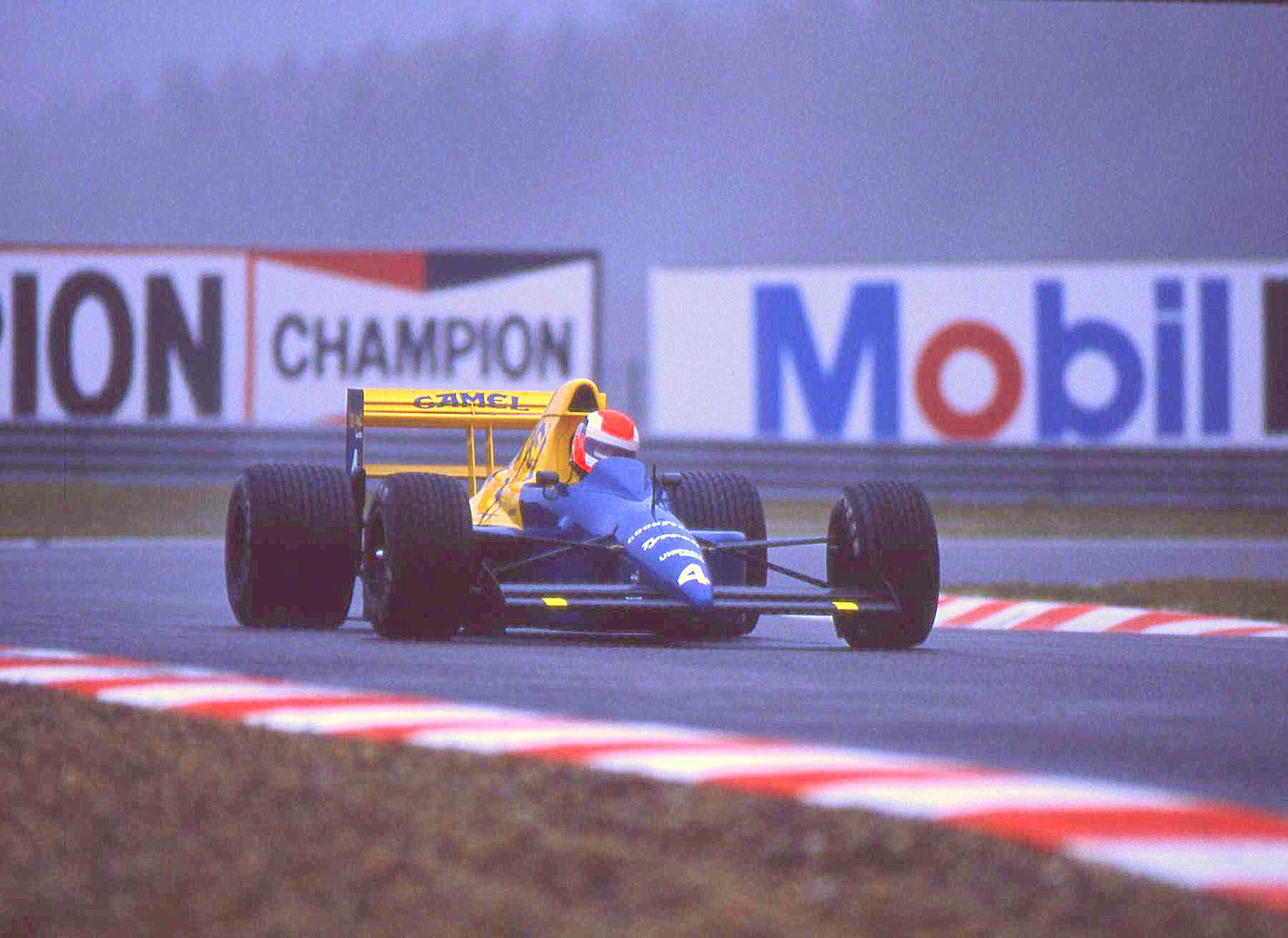
Herbert in een Tyrrell tijdens de Belgische Grand Prix, 1989
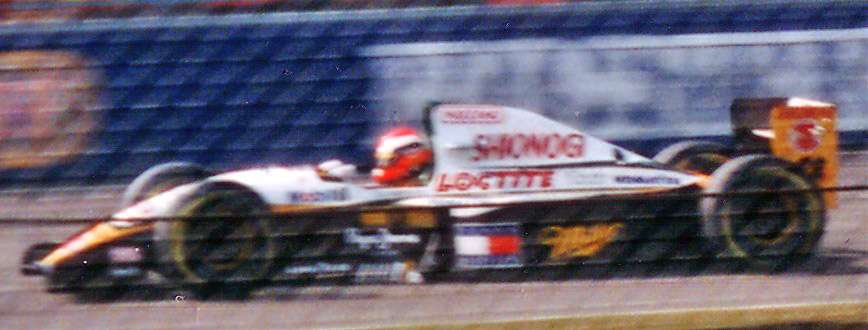
Herbert in een Lotus bij de Britse Grand Prix, 1994
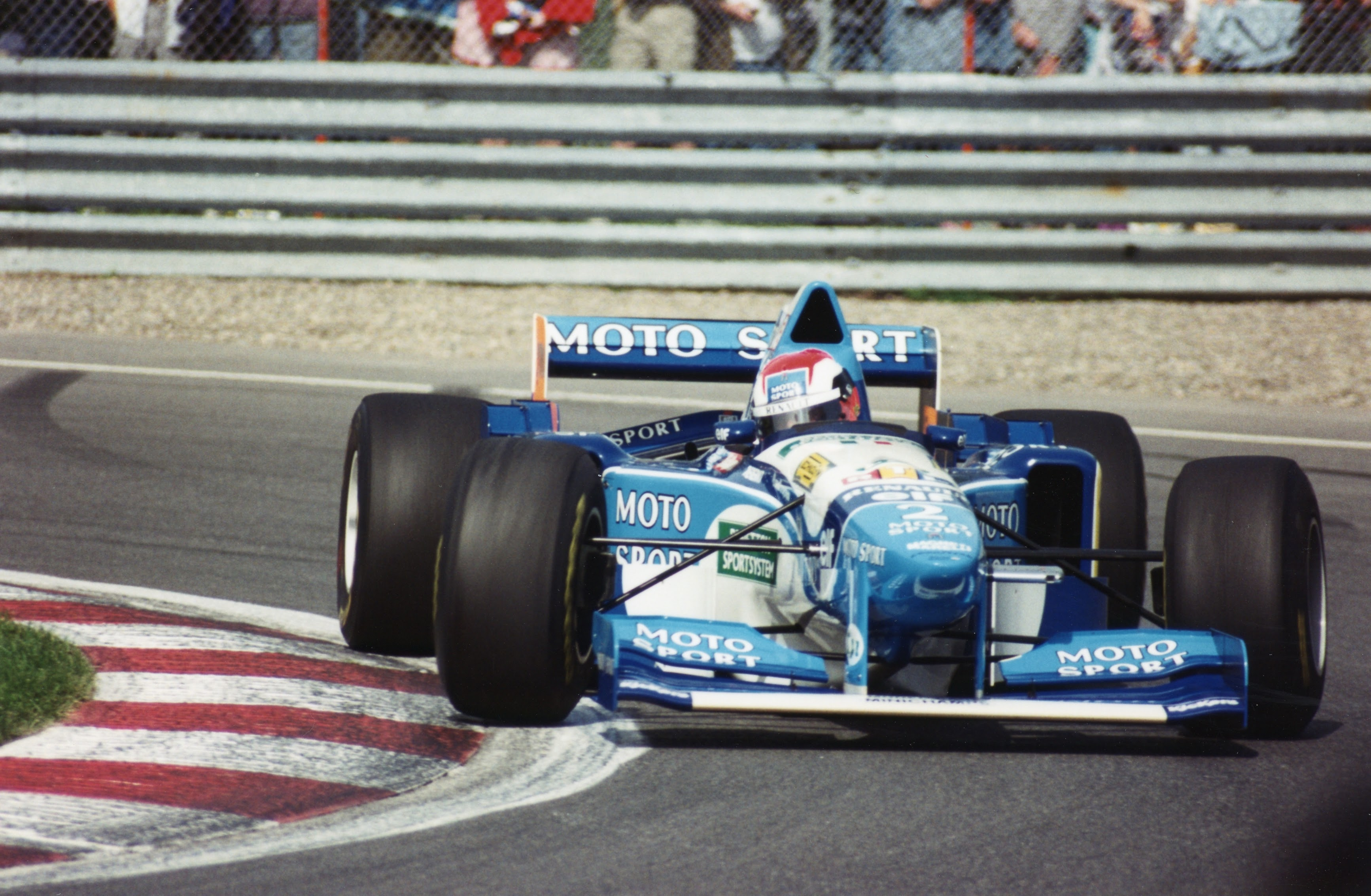
Montreal, Johnny Herbert in de Benetton B195 tijdens de Grand Prix Formule 1 van Canada 1995
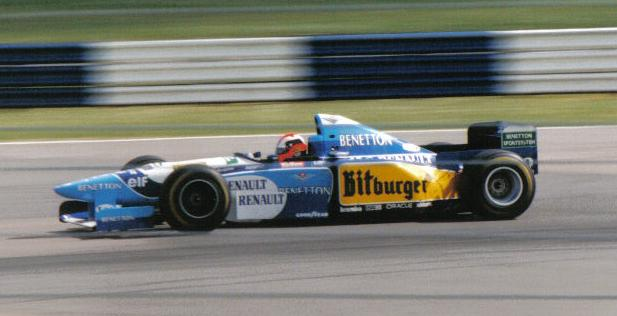
Herbert in de Benetton tijdens de Grand Prix Formule 1 van Groot-Brittannië 1995
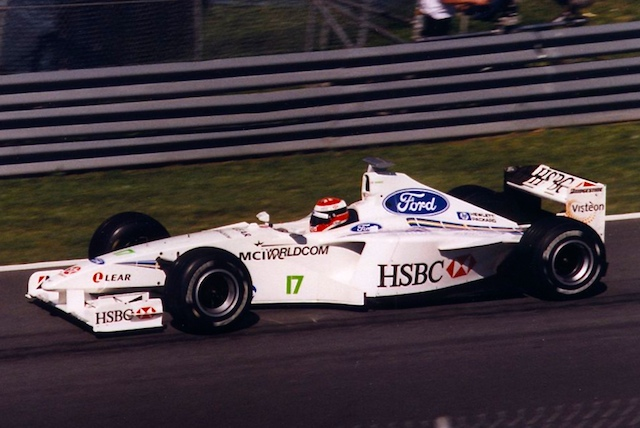
Herbert rijdend voor Stewart